# William S. Knowles
William Standish Knowles, född 1 juni 1917 i Taunton i Massachusetts, död 13 juni 2012 i Chesterfield i Missouri, var en amerikansk nobelpristagare i kemi år 2001. Han tilldelades priset för sitt "arbete över kiralt katalyserade hydrogeneringsreaktioner". Han delade halva prissumman med japanen Ryoji Noyori. Den andra halvan tilldelades amerikanen Karl Barry Sharpless.
Knowles doktorerade 1942 vid Columbia University. Han var verksam vid Monsanto i Saint Louis, USA och pensionerades 1986.